# Murs-et-Gélignieux
Murs-et-Gélignieux là một xã ở tỉnh Ain, vùng Auvergne-Rhône-Alpes thuộc miền đông nước Pháp.